# Premier League de Malta
La Liga Premier de Malta —en inglés Maltese Premier League; en maltés Kampjonat Premier; conocida como BOV Premier League por motivos de patrocinio— es la máxima categoría masculina de fútbol del sistema de ligas de Malta. Se celebra desde la temporada 1909-10 y es organizada por la Asociación de Fútbol de Malta (MFA).

## Historia
La primera edición de la liga maltesa se disputó en la temporada 1909-10, contó con la participación de cinco equipos y deparó el triunfo del Floriana F. C. En aquella época, Malta era una colonia británica, así que había tanto equipos civiles como clubes de militares, y su liga estaba restringida a clubes de la isla de Malta. El campeonato tuvo un número dispar de rivales en las siguientes ediciones, debido a la escasez de clubes inscritos, y se vio interrumpido durante el sitio de Malta en la Segunda Guerra Mundial. Después de reanudarse en 1945, la Asociación de Fútbol de Malta impulsó la participación de nuevos clubes civiles, así como un sistema de liga a ida y vuelta.
Durante décadas la liga maltesa estuvo dominada por el Floriana F. C. y por el Sliema Wanderers. Después de la independencia de Malta en 1964 irrumpieron otros clubes, como el Paola Hibernians y el Valletta F. C., que se han sumado a la competencia por los títulos. El fútbol nacional se vio impulsado en los años 1980 con la inauguración del Estadio Nacional Ta' Qali, en el que actualmente se disputan la mayoría de partidos, y la aceptación del profesionalismo.

## Participantes

### Temporada 2025-26
| Club               | Ciudad     | Temporada anterior | En liga desde |
| ------------------ | ---------- | ------------------ | ------------- |
| Birkirkara F. C.   | Birkirkara | 2º                 | 1990          |
| Floriana F. C.     | Floriana   | 3º                 | 1986          |
| Gżira United       | Gżira      | 7º                 | 2016          |
| Ħamrun Spartans    | Ħamrun     | Campeón            | 2016          |
| Hibernians F. C.   | Paola      | 5º                 | 1945          |
| Marsaxlokk F. C.   | Marsaxlokk | 6º                 | 2022          |
| Mosta F. C.        | Mosta      | 8º                 | 2011          |
| Naxxar Lions       | Naxxar     | 6º                 | 2023          |
| Sliema Wanderers   | Sliema     | 4º                 | 2023          |
| Tarxien Rainbows   | Tarxien    | 2º (CL )           | 2025          |
| Valletta F. C.     | La Valeta  | 1º (CL )           | 2025          |
| Żabbar St. Patrick | Żabbar     | 9º                 | 2024          |

## Sistema de competición
La Premier League de Malta es un torneo organizado y regulado por la Asociación de Fútbol de Malta (MFA). La competición se disputa anualmente, desde finales del mes de agosto hasta finales del mes de mayo del siguiente año, y consta de dos fases. Desde la temporada 2024-25 participan doce equipos en un nuevo formato de dos fases: Apertura y Clausura, similar al utilizado en varios países latinoamericanos.  
En la fase de Apertura, los doce clubes se enfrentan todos contra todos en una ocasión, tras las 11 primeras jornadas el calendario se dividirá en dos, los equipos colocados entre el primero y el sexto lugar volverán a jugar una vez entre ellos, al igual que los clubes colocados entre la séptima y la duodécima plaza. Al terminar la fase de Apertura, los equipos jugarán la fase de Clausura por lo que sus puntos volverán a cero, repitiendo el mismo proceso de la primera etapa de la temporada, aunque con una tabla acumulada para determinar las plazas de competencias europeas.
El orden de los encuentros se decide por sorteo antes de empezar la competición. 
La clasificación final se establece con arreglo a los puntos totales obtenidos por cada equipo al finalizar el campeonato. Los equipos obtienen tres puntos por cada partido ganado, un punto por cada empate y ningún punto por los partidos perdidos. Si al finalizar el campeonato dos equipos igualan a puntos, los mecanismos para desempatar la clasificación son los siguientes: 
1. El que tenga una mayor diferencia entre goles a favor y en contra según el resultado de los partidos jugados entre ellos.
2. El que tenga la mayor diferencia de goles a favor teniendo en cuenta todos los obtenidos y recibidos en el transcurso de la competición.
3. El club que haya marcado más goles.

El ganador de la Liga Premier de Malta será aquel equipo que consiga ganar las dos fases en las que se divide la temporada, en caso de que cada etapa tenga un ganador diferente se jugará un partido final para determinar al campeón de la temporada y poseedor del boleto para la Liga de Campeones de la UEFA, mientras que el perdedor jugará la Liga Europa Conferencia. En caso de un mismo equipo sea ganador de las dos etapas del torneo, los dos equipos que finalicen en segundo lugar en las respectivas Fases se clasificarán a la Liga Europa Conferencia, si el mismo equipo finaliza en segundo lugar en las dos rondas de la temporada se jugará un play-off entre los terceros clasificados. Una tercera plaza para la competición continental está reservada para el campeón de la Copa de Malta.
Los dos últimos equipos de cada fase serán considerados como candidatos para descender a la Challenge League, en caso de que en las dos fases se repitan los mismos clubes descenderán de manera directa, sin embargo, si son cuatro equipos diferentes se jugará un torneo por la permanencia en la categoría.
La MFA asigna estadios neutrales para cada partido entre una serie de instalaciones, si bien los clubes cuentan con sus propios campos de entrenamiento. Los recintos disponibles son:
1. Estadio Nacional (Ta' Qali)
2. Estadio Centenario (Ta' Qali)
3. Estadio Tony Bezzina (Paola)

La Premier League maltesa está compuesta solo por clubes de la isla de Malta, y la MFA es la única asociación nacional reconocida por la UEFA. La isla de Gozo cuenta con su propia federación y un campeonato independiente, la Primera División de Gozo, que no tienen reconocimiento internacional. No obstante, los clubes gozanos participan en la Copa Maltesa y si hubiese un vencedor de esa isla puede representar a Malta en competiciones europeas.

## Historial

### Historial
| Temporada                 | Campeón                                    | Subcampeón                                 | Tercero                                    | Notas |
| Primera División de Malta | Primera División de Malta                  | Primera División de Malta                  | Primera División de Malta                  | Primera División de Malta                                                                                     |
| ------------------------- | ------------------------------------------ | ------------------------------------------ | ------------------------------------------ | --- |
| 1909-10                   | Floriana F. C.                             | Sliema Wanderers                           | St. Joseph's United                        | |
| 1910-11                   | No hubo campeonato                         | No hubo campeonato                         | No hubo campeonato                         | No hubo campeonato                                                                                            |
| 1911-12                   | Floriana F. C. (2)                         | Ħamrun Spartans                            | St. George's F. C.                         | |
| 1912-13                   | Floriana F. C. (3)                         | Ħamrun Spartans                            | Sliema Wanderers                           | |
| 1913-14                   | Ħamrun Spartans                            | St. George's F. C.                         | Valletta United                            | |
| 1914-15                   | Valletta United                            | Ħamrun Spartans                            | Sliema Wanderers                           | |
| 1915-16                   | No hubo campeonato                         | No hubo campeonato                         | No hubo campeonato                         | No hubo campeonato                                                                                            |
| 1916-17                   | St. George's F. C.                         | Sliema Wanderers                           | Ħamrun Spartans                            | |
| 1917-18                   | Ħamrun Spartans (2)                        | St. George's F. C.                         | Sliema Wanderers                           | |
| 1918-19                   | The King's Own Malta Regiment              | Ħamrun Spartans                            | Army Service Corps                         | |
| 1919-20                   | Sliema Wanderers                           | Ħamrun Spartans                            | Valletta United                            | |
| 1920-21                   | Floriana F. C. (4)                         | Marsa United                               | Ħamrun Spartans                            | |
| 1921-22                   | Floriana F. C. (5)                         | Sliema Wanderers                           | Malta Police                               | |
| 1922-23                   | Sliema Wanderers (2)                       | Floriana F. C.                             | Sliema Rangers                             | |
| 1923-24                   | Sliema Wanderers (3)                       | Vittoriosa Rovers                          | Valletta United                            | |
| 1924-25                   | Floriana F. C. (6)                         | Sliema Wanderers                           | Valletta United                            | |
| 1925-26                   | Sliema Wanderers (4)                       | Floriana F. C.                             | Valletta United                            | |
| 1926-27                   | Floriana F. C. (7)                         | Sliema Wanderers                           | St. George's F. C.                         | |
| 1927-28                   | Floriana F. C. (8)                         | Valletta United                            | St. George's F. C.                         | |
| 1928-29                   | Floriana F. C. (9)                         | Sliema Wanderers                           | Valletta United                            | |
| 1929-30                   | Sliema Wanderers (5)                       | St. George's F. C.                         | Valletta United                            | |
| 1930-31                   | Floriana F. C. (10)                        | Sliema Wanderers                           | Valletta United                            | |
| 1931-32                   | Valletta United (2)                        | Sliema Wanderers                           | Sliema Hotspurs                            | |
| 1932-33                   | Sliema Wanderers (6)                       | Hibernians F. C.                           | Sliema Rangers                             | |
| 1933-34                   | Sliema Wanderers (7)                       | Hibernians F. C.                           | -                                          | Solamente hubo dos participantes                                                                              |
| 1934-35                   | Floriana F. C. (11)                        | Sliema Wanderers                           | Hibernians F. C.                           | |
| 1935-36                   | Sliema Wanderers (8)                       | Floriana F. C.                             | Hibernians F. C.                           | Doblete de Liga y Copa                                                                                        |
| 1936-37                   | Floriana F. C. (12)                        | Hibernians F. C.                           | Sliema Wanderers                           | |
| 1937-38                   | Sliema Wanderers (9)                       | Floriana F. C.                             | Valletta F. C.                             | |
| 1938-39                   | Sliema Wanderers (10)                      | Melita F. C.                               | St. George's F. C.                         | |
| 1939-40                   | Sliema Wanderers (11)                      | St. George's F. C.                         | Melita F. C.                               | Doblete de Liga y Copa                                                                                        |
| 1940-41                   | No disputado por la Segunda Guerra Mundial | No disputado por la Segunda Guerra Mundial | No disputado por la Segunda Guerra Mundial | No disputado por la Segunda Guerra Mundial                                                                    |
| 1941-42                   | No disputado por la Segunda Guerra Mundial | No disputado por la Segunda Guerra Mundial | No disputado por la Segunda Guerra Mundial | No disputado por la Segunda Guerra Mundial                                                                    |
| 1942-43                   | No disputado por la Segunda Guerra Mundial | No disputado por la Segunda Guerra Mundial | No disputado por la Segunda Guerra Mundial | No disputado por la Segunda Guerra Mundial                                                                    |
| 1943-44                   | No disputado por la Segunda Guerra Mundial | No disputado por la Segunda Guerra Mundial | No disputado por la Segunda Guerra Mundial | No disputado por la Segunda Guerra Mundial                                                                    |
| 1944-45                   | Valletta F. C. (3)                         | Sliema Wanderers                           | Floriana F. C.                             | |
| 1945-46                   | Valletta F. C. (4)                         | Sliema Wanderers                           | Floriana F. C.                             | |
| 1946-47                   | Ħamrun Spartans (3)                        | Valletta F. C.                             | Floriana F. C.                             | |
| 1947-48                   | Valletta F. C. (5)                         | Ħamrun Spartans                            | Sliema Wanderers                           | |
| 1948-49                   | Sliema Wanderers (12)                      | Ħamrun Spartans                            | Valletta F. C.                             | |
| 1949-50                   | Floriana F. C. (13)                        | Ħamrun Spartans                            | Sliema Wanderers                           | Doblete de Liga y Copa                                                                                        |
| 1950-51                   | Floriana F. C. (14)                        | Hibernians F. C.                           | Valletta F. C.                             | |
| 1951-52                   | Floriana F. C. (15)                        | Ħamrun Spartans                            | Sliema Wanderers                           | |
| 1952-53                   | Floriana F. C. (16)                        | Birkirkara F. C.                           | Valletta F. C.                             | Doblete de Liga y Copa                                                                                        |
| 1953-54                   | Sliema Wanderers (13)                      | Floriana F. C.                             | Ħamrun Spartans                            | |
| 1954-55                   | Floriana F. C. (17)                        | Sliema Wanderers                           | Ħamrun Spartans                            | Doblete de Liga y Copa                                                                                        |
| 1955-56                   | Sliema Wanderers (14)                      | Floriana F. C.                             | Ħamrun Spartans                            | Doblete de Liga y Copa                                                                                        |
| 1956-57                   | Sliema Wanderers (15)                      | Valletta F. C.                             | Floriana F. C.                             | |
| 1957-58                   | Floriana F. C. (18)                        | Sliema Wanderers                           | Ħamrun Spartans                            | Doblete de Liga y Copa                                                                                        |
| 1958-59                   | Valletta F. C. (6)                         | Sliema Wanderers                           | Ħamrun Spartans                            | |
| 1959-60                   | Valletta F. C. (7)                         | Hibernians F. C.                           | Floriana F. C.                             | Doblete de Liga y Copa                                                                                        |
| 1960-61                   | Hibernians F. C.                           | Valletta F. C.                             | Sliema Wanderers                           | |
| 1961-62                   | Floriana F. C. (19)                        | Valletta F. C.                             | Sliema Wanderers                           | Los clubes malteses pueden clasificarse para las competiciones de la UEFA                                     |
| 1962-63                   | Valletta F. C. (8)                         | Hibernians F. C.                           | Sliema Wanderers                           | |
| 1963-64                   | Sliema Wanderers (16)                      | Valletta F. C.                             | Hibernians F. C.                           | |
| 1964-65                   | Sliema Wanderers (17)                      | Valletta F. C.                             | Hibernians F. C.                           | Doblete de Liga y Copa                                                                                        |
| 1965-66                   | Sliema Wanderers (18)                      | Floriana F. C.                             | Hibernians F. C.                           | |
| 1966-67                   | Hibernians F. C. (2)                       | Sliema Wanderers                           | Floriana F. C.                             | |
| 1967-68                   | Floriana F. C. (20)                        | Sliema Wanderers                           | Hibernians F. C.                           | |
| 1968-69                   | Hibernians F. C. (3)                       | Valletta F. C.                             | Floriana F. C.                             | |
| 1969-70                   | Floriana F. C. (21)                        | Sliema Wanderers                           | Hibernians F. C.                           | |
| 1970-71                   | Sliema Wanderers (19)                      | Marsa F. C.                                | Gżira United                               | |
| 1971-72                   | Sliema Wanderers (20)                      | Floriana F. C.                             | Valletta F. C.                             | Liga ampliada a 10 equipos                                                                                    |
| 1972-73                   | Floriana F. C. (22)                        | Sliema Wanderers                           | Ħamrun Spartans                            | |
| 1973-74                   | Valletta F. C. (9)                         | Hibernians F. C.                           | Floriana F. C.                             | |
| 1974-75                   | Floriana F. C. (23)                        | Sliema Wanderers                           | St. George's F. C.                         | |
| 1975-76                   | Sliema Wanderers (21)                      | Floriana F. C.                             | Hibernians F. C.                           | |
| 1976-77                   | Floriana F. C. (24)                        | Sliema Wanderers                           | Valletta F. C.                             | |
| 1977-78                   | Valletta F. C. (10)                        | Hibernians F. C.                           | Sliema Wanderers                           | Doblete de Liga y Copa                                                                                        |
| 1978-79                   | Hibernians F. C. (4)                       | Valletta F. C.                             | Sliema Wanderers                           | |
| 1979-80                   | Valletta F. C. (11)                        | Hibernians F. C.                           | Floriana F. C.                             | |
| Liga Premier de Malta     |                                            |                                            |                                            | |
| 1980-81                   | Hibernians F. C. (5)                       | Sliema Wanderers                           | Ħamrun Spartans                            | Liga reducida a 8 equipos                                                                                     |
| 1981-82                   | Hibernians F. C. (6)                       | Sliema Wanderers                           | Żurrieq F. C.                              | Doblete de Liga y Copa                                                                                        |
| 1982-83                   | Ħamrun Spartans (4)                        | Valletta F. C.                             | Rabat Ajax                                 | Doblete de Liga y Copa                                                                                        |
| 1983-84                   | Valletta F. C. (12)                        | Rabat Ajax                                 | Ħamrun Spartans                            | |
| 1984-85                   | Rabat Ajax                                 | Ħamrun Spartans                            | Sliema Wanderers                           | |
| 1985-86                   | Rabat Ajax (2)                             | Hibernians F. C.                           | Ħamrun Spartans                            | Doblete de Liga y Copa                                                                                        |
| 1986-87                   | Ħamrun Spartans (5)                        | Valletta F. C.                             | Żurrieq F. C.                              | Doblete de Liga y Copa                                                                                        |
| 1987-88                   | Ħamrun Spartans (6)                        | Sliema Wanderers                           | Żurrieq F. C.                              | Doblete de Liga y Copa                                                                                        |
| 1988-89                   | Sliema Wanderers (22)                      | Valletta F. C.                             | Ħamrun Spartans                            | Liga ampliada a 9 equipos                                                                                     |
| 1989-90                   | Valletta F. C. (13)                        | Sliema Wanderers                           | Hibernians F. C.                           | |
| 1990-91                   | Ħamrun Spartans (7)                        | Valletta F. C.                             | Floriana F. C.                             | |
| 1991-92                   | Valletta F. C. (14)                        | Floriana F. C.                             | Sliema Wanderers                           | Liga ampliada a 10 equipos                                                                                    |
| 1992-93                   | Floriana F. C. (25)                        | Ħamrun Spartans                            | Valletta F. C.                             | Doblete de Liga y Copa                                                                                        |
| 1993-94                   | Hibernians F. C. (7)                       | Floriana F. C.                             | Valletta F. C.                             | |
| 1994-95                   | Hibernians F. C. (8)                       | Sliema Wanderers                           | Valletta F. C.                             | |
| 1995-96                   | Sliema Wanderers (23)                      | Valletta F. C.                             | Floriana F. C.                             | |
| 1996-97                   | Valletta F. C. (15)                        | Birkirkara F. C.                           | Floriana F. C.                             | Doblete de Liga y Copa                                                                                        |
| 1997-98                   | Valletta F. C. (16)                        | Birkirkara F. C.                           | Sliema Wanderers                           | |
| 1998-99                   | Valletta F. C. (17)                        | Birkirkara F. C.                           | Sliema Wanderers                           | Doblete de Liga y Copa                                                                                        |
| 1999-00                   | Birkirkara F. C.                           | Valletta F. C.                             | Floriana F. C.                             | |
| 2000-01                   | Valletta F. C. (18)                        | Sliema Wanderers                           | Birkirkara F. C.                           | Doblete de Liga y Copa                                                                                        |
| 2001-02                   | Hibernians F. C. (9)                       | Sliema Wanderers                           | Birkirkara F. C.                           | |
| 2002-03                   | Sliema Wanderers (24)                      | Birkirkara F. C.                           | Valletta F. C.                             | |
| 2003-04                   | Sliema Wanderers (25)                      | Birkirkara F. C.                           | Hibernians F. C.                           | Doblete de Liga y Copa                                                                                        |
| 2004-05                   | Sliema Wanderers (26)                      | Birkirkara F. C.                           | Hibernians F. C.                           | |
| 2005-06                   | Birkirkara F. C. (2)                       | Sliema Wanderers                           | Marsaxlokk F. C.                           | |
| 2006-07                   | Marsaxlokk F. C.                           | Sliema Wanderers                           | Birkirkara F. C.                           | |
| 2007-08                   | Valletta F. C. (19)                        | Marsaxlokk F. C.                           | Birkirkara F. C.                           | |
| 2008-09                   | Hibernians F. C. (10)                      | Valletta F. C.                             | Birkirkara F. C.                           | |
| 2009-10                   | Birkirkara F. C. (3)                       | Valletta F. C.                             | Qormi F. C.                                | |
| 2010-11                   | Valletta F. C. (20)                        | Floriana F. C.                             | Birkirkara F. C.                           | |
| 2011-12                   | Valletta F. C. (21)                        | Hibernians F. C.                           | Birkirkara F. C.                           | Liga ampliada a 12 equipos                                                                                    |
| 2012-13                   | Birkirkara F. C. (4)                       | Hibernians F. C.                           | Valletta F. C.                             | |
| 2013-14                   | Valletta F. C. (22)                        | Birkirkara F. C.                           | Hibernians F. C.                           | Doblete de Liga y Copa                                                                                        |
| 2014-15                   | Hibernians F. C. (11)                      | Valletta F. C.                             | Birkirkara F. C.                           | |
| 2015-16                   | Valletta F. C. (23)                        | Hibernians F. C.                           | Birkirkara F. C.                           | |
| 2016-17                   | Hibernians F. C. (12)                      | Balzan F. C.                               | Birkirkara F. C.                           | |
| 2017-18                   | Valletta F. C. (24)                        | Balzan F. C.                               | Gżira United                               | Liga ampliada a 14 equipos, doblete de Liga y Copa                                                            |
| 2018-19                   | Valletta F. C. (25)                        | Hibernians F. C.                           | Gżira United                               | |
| 2019-20                   | Floriana F. C. (26)                        | Valletta F. C.                             | Hibernians F. C.                           | Temporada concluida a falta de seis jornadas por la pandemia de COVID-19; la MFA otorga el título al Floriana |
| 2020-21                   | Hamrun Spartans (8)                        | Hibernians F. C.                           | Gzira United                               | Temporada concluida a falta de siete jornadas por la pandemia de COVID-19.                                    |
| 2021-22                   | Hibernians F. C. (13)                      | Floriana F. C.                             | Hamrun Spartans                            | |
| 2022-23                   | Hamrun Spartans (9)                        | Birkirkara F. C.                           | Gzira United                               | |
| 2023-24                   | Hamrun Spartans (10)                       | Floriana F. C.                             | Sliema Wanderers                           | |
| 2024-25                   | Hamrun Spartans (11)                       | Birkirkara F. C.                           | Floriana F. C.                             | |

## Palmarés
| Club                            | Títulos | Subcampeonatos | Años de los campeonatos |
| ------------------------------- | ------- | -------------- | --- |
| Sliema Wanderers                | 26      | 29             | 1920, 1923, 1924, 1926, 1930, 1933, 1934, 1936, 1938, 1939, 1940, 1949, 1954, 1956, 1957, 1964, 1965, 1966, 1971, 1972, 1976, 1989, 1996, 2003, 2004, 2005 |
| Floriana F. C.                  | 26      | 14             | 1910, 1912, 1913, 1921, 1922, 1925, 1927, 1928, 1929, 1931, 1935, 1937, 1950, 1951, 1952, 1953, 1955, 1958, 1962, 1968, 1970, 1973, 1975, 1977, 1993, 2020 |
| Valletta F. C.                  | 25      | 18             | 1915, 1932, 1945, 1946, 1948, 1959, 1960, 1963, 1974, 1978, 1980, 1984, 1990, 1992, 1997, 1998, 1999, 2001, 2008, 2011, 2012, 2014, 2016, 2018, 2019       |
| Hibernians F. C.                | 13      | 14             | 1961, 1967, 1969, 1979, 1981, 1982, 1994, 1995, 2002, 2009, 2015, 2017, 2022                                                                               |
| Ħamrun Spartans                 | 11      | 11             | 1914, 1918, 1947, 1983, 1987, 1988, 1991, 2021, 2023, 2024, 2025                                                                                           |
| Birkirkara F. C.                | 4       | 9              | 2000, 2006, 2010, 2013 |
| Rabat Ajax                      | 2       | 1              | 1985, 1986 |
| St. George's F.C.               | 1       | 4              | 1917 |
| Marsaxlokk F. C.                | 1       | 1              | 2007 |
| The King's Own Malta Regiment † | 1       | -              | 1919 |

- † Equipo desaparecido, formado por miembros del regimiento de infantería del ejército británico.